# ベーダー駅伝競走大会
ベーダー駅伝競走大会（べーだーえきでんきょうそうたいかい、略称：ベーダー駅伝）は、昭和34年から続く山形県米沢市内を走行コースとする駅伝競走。
毎年11月に開催されている。
2024年現在で一般の部、高校男子の部、女子の部、中学男子の部、中学女子の部の5部門を同日に実施している。

## 概要
1959年（昭和34年）、米沢スキー連盟の遠藤行男が、クロスカントリースキーの夏季強化策として、米沢スキー連盟主催により、第1回ベーダー駅伝を開催した。以後、米沢市陸上競技協会と山形新聞社の協力の下、山新杯ベーダー駅伝競走大会として現在に至っている。
令和元年第61回大会まで、米沢市内発着、米沢市立第二中学校周辺から小野川温泉を経由し、標高900mの白布温泉折り返しの全長39.4kmの山間地域コースとして開催された。令和2年、新型コロナ感染症拡大のため中止。令和3年第63回大会から、米沢市営陸上競技場発着、米沢興譲館高校、笹野地区、遠山地区の山裾から太田町周回の新たなコースで開催されている。
ベーダーの語源は記録が明確に残されていないが、長い道のりを頑張って走る姿、辛い姿の韋駄天をギリシア語（サンスクリット）の語源であるベーダー（VADA）から発しているとされている。VADAは、サンスクリット語でバラモン教の総称と言われ、韋駄天（走る神様）とも言われている。

## 大会の歴史
- 昭和34年：第1回大会を開催。一般の部、高校の部、中学男子の部の3部門で開催。
- 昭和41年：第8回大会で高校スキーの部を新設、4部門で開催。
- 昭和58年：第26回大会で女子の部を新設、5部門で開催。女子の部には中学生チームも含まれる。
- 平成12年：第42回大会で中学女子の部を新設、合わせて6部門で実施。
- 平成13年：第43回大会で高校スキーの部を廃止。女子の部のエントリーが無く、実質休止。
- 平成18年：第48回大会で女子の部のエントリーあり部門復活。
- 平成29年：第60回大会は、降雪のため白布温泉までの走行が危険と判断。コースを一部短縮して開催。
- 令和2年：第62回大会は新型コロナ感染症拡大のため中止
- 令和3年：第63回大会より、米沢市営陸上競技場を発着とした新コースにて開催。

## コース
一般の部・高校男子の部（31.24km）
第1区(10.0km)：米沢市営陸上競技場 - 周回 - 米沢市営陸上競技場
第2区(3.0km)：米沢市営陸上競技場 - 米沢興譲館高校西
第3区(5.9km)：米沢興譲館高校西 - 周回 - 米沢興譲館高校西
第4区(5.0km)：米沢興譲館高校西 - 遠山町公民館
第5区(7.34km)：遠山町公民館 - 米沢市営陸上競技場
女子の部・中学男子の部・中学女子の部（10.07km）
第1区(3.0km)：米沢市営陸上競技場 - 米沢興譲館高校西
第2区(2.22km)：米沢興譲館高校西 - 笹野浄水場付近佐藤宅車庫前
第3区(2.63km)：笹野浄水場付近佐藤宅車庫前 - 窪倉公民館
第4区(2.22km)：窪倉公民館 - 米沢市営陸上競技場

## 過去のコース
一般の部・高校男子の部（39.4km）　※令和元年大会まで
第1区(8.4km)：米沢市立第二中学校 - 小野川温泉
第2区(6.0km)：小野川温泉 - 関公民館
第3区(7.9km)：関公民館 - 白布温泉
第4区(7.8km)：白布温泉 - 関公民館
第5区(9.3km)：関公民館 - 米沢市立第二中学校